# U 239
U 239 war ein deutsches U-Boot vom Typ VII C, das im Zweiten Weltkrieg von der Kriegsmarine als Schulboot und als Ausbildungsboot in der Ostsee verwendet wurde.

## Geschichte
Das Boot gehörte zum neunten Bauauftrag, der nach Kriegsbeginn von Seiten der Kriegsmarine an die Germaniawerft erging. Zu diesem Bauauftrag vom 20. Januar 1941 gehörten neben U 239 noch fünf weitere Boote (U 235 bis U 240). Die Kiellegung erfolgte mit der Baunummer 669 am 14. Mai 1942. Der Stapellauf fand am 28. Januar 1943 statt. Die Indienststellung unter Leutnant zur See – später Oberleutnant zur See – Ulrich Vöge, Offiziersanwärter der Crew 38, genannt Grossdeutschland, fand am 13. März 1943 feierlich statt. Am Turm trug U 239 den Kopf eines Ebers, welcher sich in einem Weißen Kreis befand. Dieses Emblem wurde auch in ein Erinnerungsbuch der Germaniawerft eingetragen.

## Ende des Bootes
Während eines Luftangriffes des RAF Bomber Command auf Kiel am 24. Juli 1944, wurde U 239, welches gerade bei den Deutschen Werken lag, durch die Bomben mit einem Mann der Besatzung versenkt. Es wurde gehoben, am 5. August außer Dienst gestellt und abgewrackt. Die Besatzung unter Oberleutnant Vöge wurde später nach Hamburg geschickt, um dort an der Baubelehrung ihres neuen Bootes, dem Typ XXI Boot U 2536, teilzunehmen.